# Recetto
Recetto (piemontesisch Riciat, lombardisch Riscàt) ist eine Gemeinde mit 998 Einwohnern (Stand 31. Dezember 2023) in der italienischen Provinz Novara (NO), Region Piemont.
Nachbargemeinden sind Arborio (VC), Biandrate, Greggio (VC), San Nazzaro Sesia und Vicolungo.
Das Gemeindegebiet umfasst eine Fläche von acht km².